# Бад-Кёзен
Бад-Кёзен (нем. Bad Kösen) — город в Германии, курорт, расположен в земле Саксония-Анхальт.
Входит в состав района Бургенланд. Подчиняется управлению Бад Кёзен.  Население составляет 5360 человек (на 31 декабря 2006 года). Занимает площадь 35,72 км².

## История
Кёзен, как и многие другие города в округе (напр. Йена, Лайпциг), изначально был славянским поселением. Сорбы заселили земли восточнее Эльбы и Заале, а во многих местах и значительно западнее, ещё со второй половины VI века. В X веке они были постепенно подчинены немецкому господству, а после примерно 1150 г. началось заселение этих земель немцами, так что их население стало смешанным.
В начале XI века в 8 км восточнее Кёзена возник Наумбург, уже в 1028 г. ставший резиденцией епископа, которому деревня Кёзен в дальнейшем стала платить десятину. Примерно в 1050 на горе над деревней была построена крепость Заалек (Saaleck). В 1137 в 2 км от Кёзена был основан ставший впоследствии знаменитым цистерцианский монастырь Пфорта, в чьё владение и перешла деревня. Вскоре возле крепости Заалек была построена вторая - Рудельсбург (Rudelsburg), впервые упомянутая в 1172 г.
В 1180 г. в Кёзене была построена (водяная) мельница и плотина. Уже задолго до этого здесь существовал деревянный мост через реку, который впервые упоминается около 1298 г. В 1393 этот мост был разрушен во время одной междоусобной войны. В 1454 г. на его месте построен новый, каменный мост. После этого источники замолкают об истории Кёзена на несколько столетий. Значение же моста было велико: здесь ещё с раннего средневековья проходила знаменитая королевская дорога (via regia), которая вела из Испании через Францию, Германию и Польшу в Россию.
Во время Тридцатилетней войны (1618-1648), в августе 1631, был разграблен монастырь Пфорта, сто лет назад ставший государственной школой-интернатом для одарённых детей. В 1632 вся округа была снова разграблена войсками, в октябре того же года в Кёзене перешла реку армия короля Густава Адольфа. В 1641 г. деревня была снова разграблена шведами и французами.
Во время Северной войны (1700-1721) Кёзен снова стал местом боевых действий. В 1706 г. шведский король Карл XII вторгся в Саксонию, в августе перешёл Заале в Кёзене и разбил невдалеке от него саксонско-русские войска. Потерпев ещё одно поражение, в ноябре того же года Саксония вышла из войны.
В это время деревня состояла из таможни, пропускавшей плоты через реку, которая была основана в конце XVII века, постоялого двора, построенного в 1680 г. («Muttiger Ritter»), мельницы, овчарни и пары домов, в которых жили сплавщики леса. Сплав плотов был основным занятием жителей. Здесь на таможне вытаскивали идущие по реке брёвна, пересчитывали их, мерили и складывали штабелями. Постоялый двор имел примерно до 1850 г. единственным во всей округе монопольное право принимать на ночлег гостей. В 1778 г. в деревне была построена первая школа, а в 1833 – вторая, в которую ходило 166 детей.
Известно, что сплав леса плотами по Заале начался ещё в средневековье. Правители различных феодальных территорий, через чьи владения протекала река, собирали с плотов таможенную пошлину. Также известно, что в Кёзене в 1259 г. уже существовала станция сплавщиков леса, а таможня была устроена в конце XVII века и просуществовала до 1871 г. До этого времени Кёзен считался самым важным сортировочным местом древесины на всей реке. Плоты сплавлялись по Заале до 1938 г., последний плот в Кёзен прибыл в 1910 г. Их максимальное число было насчитано в 1873 г. – 4008 штук проплыли тогда таможню в Йене.
До 1894 г. в Кёзене не было своей церкви, и прихожане ходили за 2 км в бывший монастырь Пфорта. До 1786 г. здесь не было также и своего кладбища.
21 октября 1813 Наполеон проиграл австрийцам и русским при Кёзене важную битву.
В 1885 г. был расширен мост, ставший узким для выросшего города. В ноябре 1890 случилось знаменитое большое наводнение. Река поднялась более чем на три метра и обрушила мост. Он был заново построен лишь спустя три года – в 1893 г.

## Добыча соли - 1730-1859
Существует два способа добычи соли: карьерным способом (каменная соль) или испарением из воды при помощи градирни (изначально в горшках). Второй из них более древний. Письменные источники упоминают в 10-12 веках в Германии 50 градирен. В соседней с Кёзеном Бад-Зульце (Bad Sulza) добыча соли началась уже примерно в 1000 г.
В 1682 г. в Кёзене начали рыть пробную шахту для поиска под землёй водяного раствора соли (рапа). В 1686 глубина шахты достигла 98 м, но раствор, найденный на её дне, был слишком жидким, чтобы из него можно было выпаривать соль.
В 1712 г. в Кёзене образовалось товарищество, которое поставило себе целью найти всё же соль. При удаче своего предприятия оно обещало герцогу 50.000 гульденов годового дохода в казну. В 1714 герцог выдал товариществу разрешение на работу, а всю деревню освободил от уплаты налогов. Но проект не удался, и деревня в 1719 вновь была обложена налогами.
В 1725 в Кёзене был найден минеральный источник с большим содержанием железа (Mühlbrunnen). В дальнейшем здесь были найдены ещё два минеральных источника (1868 и 1953).
В 1727 работы в шахте были возобновлены. 1 июля 1730 на глубине 147 м наконец был найден соляной раствор (4,18%). Радость жителей была столь велика, что для наведения порядка к шахте пришлось отправить из Наумбурга отряд солдат. Вскоре в деревне были построены первые градирни для выпаривания соли из раствора.
В 1731 началось строительство новой шахты («верхней»), а старая была углублена до 161 м. В том же году были проданы первые 9 тонн соли. Новая шахта была доведена до глубины 173 м, где была найдена 5,13% рапа. В 1737 обе шахты были соединены ходом на глубине 163 м, а в 1849 «верхняя» шахта опущена до 212 м.

## Соляной курорт - 1818
В 1818 в Кёзене открылся соляной курорт – первый в Тюрингии. В этом году его посетили первые 40 гостей. В 1835 здесь было уже 199 отдыхающих, в 1837 – 401. В 1847 г. была проведена железная дорога и построен вокзал. С тех пор в Кёзене начался строительный бум. Подобно тому, как в США возникали города, где было найдено золото, Кёзен стал развиваться в город после открытия вблизи него соляных месторождений и устройства в нём соляного курорта.
После нахождения месторождения каменной соли в Штрассфурте (Straßfurt) и Эрфурте в 1859 г. промышленная добыча рапы в Кёзене прекратилась, и он превратился в чисто курортное место. В 1860 г. его посетило 1353 гостя (из них 35 из России и 23 из Англии). Соответственно стало расти и число жителей. В 1810 их было 370 (в 30 домах), в 1820 уже 637 (в 98 домах), а в 1867 – 1643. В 1868 Кёзен получил городское право. В 1953 он принял 10.700 отдыхающих.

## Почётные граждане города
- Пауль фон Гинденбург (1847–1934), рейхспрезидент Германии (почётное звание присвоено в 1925 году).
- Макс Крузе (1854–1942), немецкий скульптор (почётное звание присвоено в 1924 году)[6].

## Фотографии

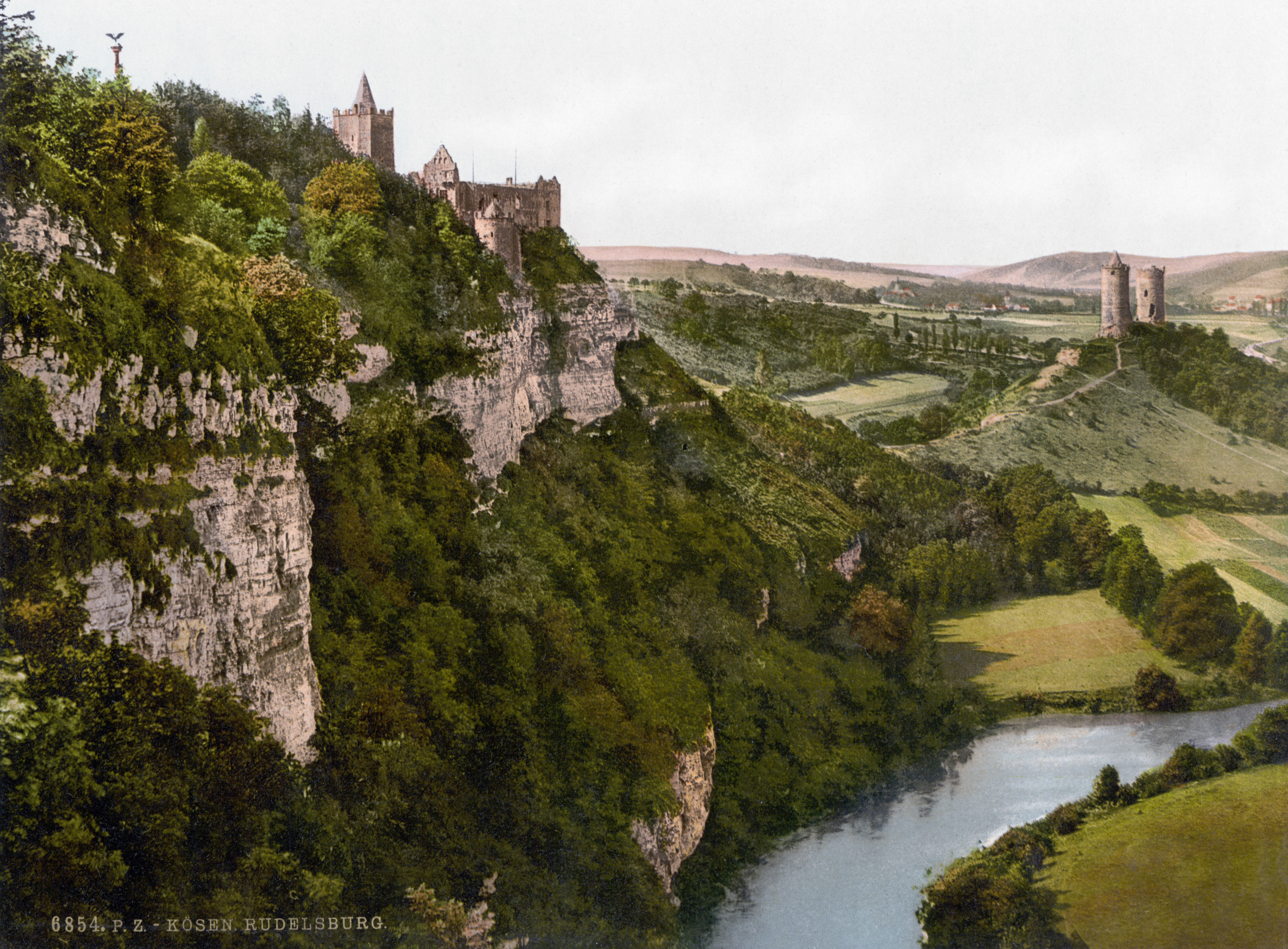
крепости Рудельсбург и Заалек
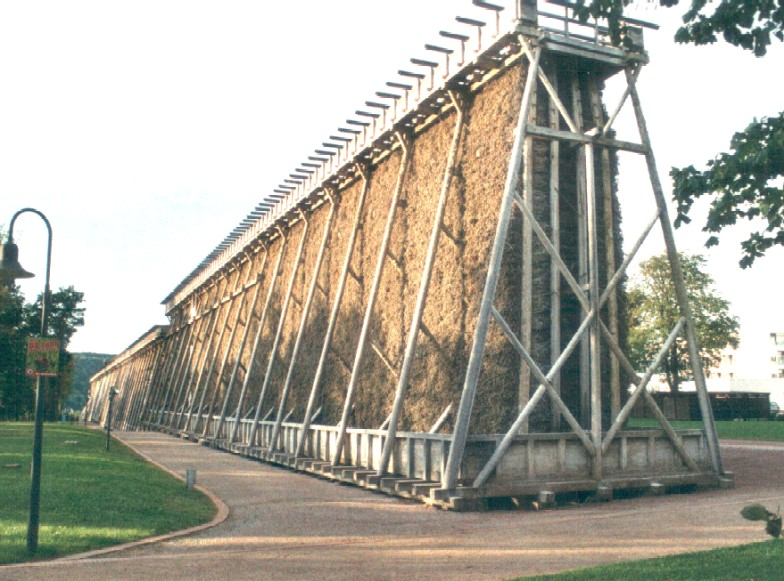
градирня
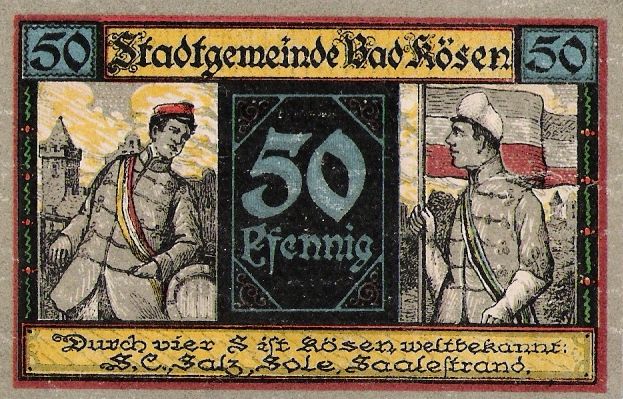
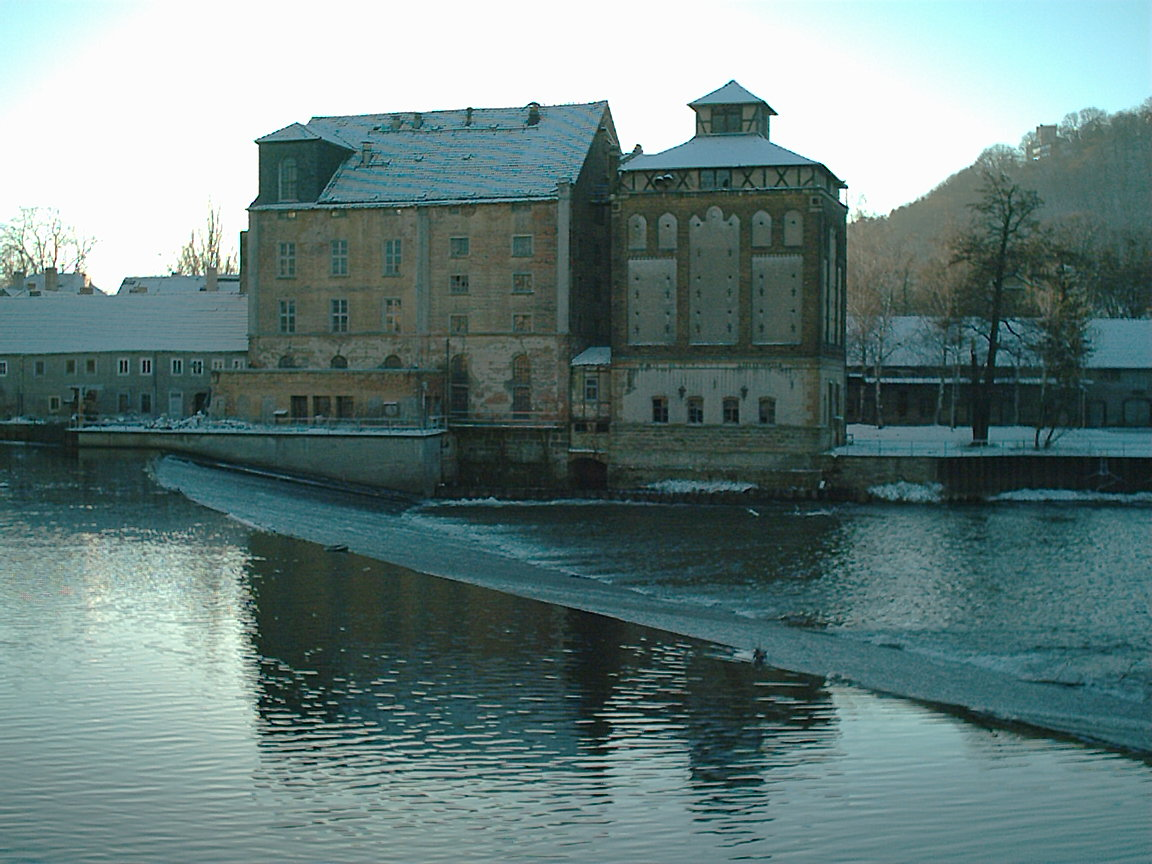
старая мельница, сгоревшая в 2007 г.